# Cäsar Max Heigel
Cäsar Max Heigel (* 25. Juli 1783 in München; † nach 1847) war ein deutscher Schauspieler, Lyriker und Librettist.

## Herkunft
Caesar Max Heigel stammte aus einer Schauspielerfamilie. Sein Vater war der Hofschauspieler Joseph Franz Heigel (1752–1811), seine Mutter die Schauspielerin Caroline Reiner (1762–1804). Auch seine Brüder Karl (1783–nach 1822) und Klemens August Heigel (1792–1849) wurden als Schauspieler bekannt, ein weiterer Bruder war der Maler Joseph Heigel (1780–1837).

## Leben
Cäsar Max schauspielerte bereits als Kind, erhielt eine höhere Schulausbildung und schloss sich begeistert von den republikanischen Idealen als Freiwilliger mit 16 Jahren einem französischen Husarenregiment an. Er machte rasch militärische Karriere und wurde Adjutant in den Generalstäben von Jean Joseph Paul Augustin Dessoles und Jean-Victor Moreau. Mit der Verhaftung Moreaus, veranlasst durch Napoleon Bonaparte im Februar 1804, begannen für Heigel Jahre der Flucht und der Unsicherheit, zumal er in einer Flugschrift General Jacques-François Menou angegriffen hatte. Für einige Zeit fand er Zuflucht in einem Benediktinerkloster, möglicherweise im Kloster Sankt Blasien. Dort soll er ein Memorandum erarbeitet haben, dass sich für die Erhaltung der deutschen Reichsstifte aussprach. Dennoch suchte er erneut die Rückkehr in die französische Armee, wo er zwar ihn schützende Offiziere fand – zeitweise nahm er den Namen Jules de La Barse oder Brasse an –, jedoch wurde er im Januar 1807 aus Griechenland kommend auf Veranlassung seines Intimfeindes Menou bei Venedig verhaftet, nach Mailand gebracht und für 13 Monate in Einzelhaft gefangen gehalten. Von Napoleon begnadigt wurde er zunächst nach Afrika und anschließend nach Amerika abkommandiert, ehe er 1810 nach Frankreich und schließlich in seine Heimatstadt München zurückkehrte. 
Nach 1812 wirkte er als Theaterdirektor, Regisseur und Dramaturg in Innsbruck, Karlsruhe, Basel, München, Wien, Bamberg und zuletzt in Nürnberg. Er verfasste und inszenierte zahlreiche Volksstücke, Possen und Staberliaden. Eine Besonderheit stellten seine Inszenierungen mimischer Darstellungen, so genannter plastischer Gemälde, gymnastischer Szenen und bewegter Bilder (tableaux vivants) dar. Großen Erfolg hatte er in der Schweiz mit dem Schauspiel Die Schlacht von St. Jacob (1822) und in Bayern mit dem Historiendrama Max Emanuel oder die Klause in Tirol (1828). Weiterhin schrieb er Gedichte, kleine Prosastücke, vor allem aber mehrere Opernlibretti, die von zeitgenössischen Komponisten vertont wurden. Zur Feier des Regierungsjubiläums von Maximilian I. Joseph 1824 verfasste er zur Musik von Mozarts Oper La clemenza di Tito einen Text unter dem Titel König Garibald.
Um 1836 ließ er sich im politischen Umfeld von Odilon Barrot als Zeitungskorrespondent in Paris nieder. Ab 1847 erhielt seine in Deutschland verbliebene Familie kein Lebenszeichen mehr von ihm. Er blieb verschollen und kam möglicherweise in den Wirren der Revolution 1848 ums Leben. Seine Tochter Caesarine Kupfer-Gomansky, mit der er noch 1838 gemeinsam auftrat, wurde als Schauspielerin bekannt. Sein letztes bekanntes Werk war das Libretto für die 1844 in Frankfurt uraufgeführte Oper Das Osterfest zu Paderborn.

## Werke (Auswahl)
- Ahnung und Gewißheit ein analoges Vorspiel bey der Genesung Ihro Durchlaucht, der Kurfürstin Friderike Karoline, München 1799
- So sind sie gewesen, Schauspiel, 1810 (in Die Zeitalter übernommen)
- Umringt vom mutherfüllten Heere, Gedicht, vertont von Carl Maria von Weber, 1811
- Civil-Verdienst, eine dramatische Feder-Probe in einem Aufzuge, EA München 1811
- Die Zeitalter. Drey flüchtige Skizzen zu einem chronologischen Charakter, Wien 1812 (überarbeitet, Nürnberg 1832). Daraus soll das Trinklied Schenkt ein, es lebe der Wein von Albert Lortzing entnommen sein (LoWV 17), was sich jedoch nicht nachweisen lässt.
- Frau Hütt oder der schöne Bund, Innsbruck 1813 (Festspiel anlässlich der Allianz zwischen Österreich und Bayern)
- Der Schabernack, oder Kunst- und Liebesproblem, EA in Mainz 1815 (über Jahrzehnte vielgespielter, mimischer Verkleidungsschwank)
- Die Fee Amandalindasuwandaginabillotidara, oder Harlekins Abentheuer, vor und nach seinem Tode, Pantomime mit Ballett, EA (?) Straßburg 1815 (später mit der Musik von Karl David Seegmann)
- Bruchstücke aus den Ruinen meines Lebens, Aarau 1820
- Dramatische Bagatellen, Aarau 1821
- Die Schlacht bei St. Jacob, Schauspiel, Basel 1822
- Lieder für Baiersche Krieger, Sulzbach 1823
- Das Weihnachtsgeschenk, oder Staberl als Klaubauf, EA München 1824
- Ein Abenteuer im Guadarama-Gebirge, Libretto vertont von Philipp Jakob Röth (1825)
- Der Vampyr, Libretto nach John William Polidoris Der Vampyr, vertont von Peter Joseph von Lindpaintner, 1828
- Macbeth, Übersetzung des Librettos von Claude-Joseph Rouget de Lisle nach William Shakespeare für die deutsche Aufführung der Komposition von Hippolyte Chelard (1828)
- Max Emanuel oder die Klause in Tirol, historisches Drama, 1828
- Der Fasching in München im Jahr 1563 oder der Schäfflertanz, Posse, 1828
- Der Metzgersprung zu München, Posse, 1829
- Skizzen aus dem Nürnberger Leben, Nürnberg 1832
- Der Führer auf dem Schmausenbuck, Nürnberg 1832
- Max Emanuels erste Waffenthat, oder: Der Entsatz von Wien im Jahre 1683, Nürnberg 1833 (unter Mitwirkung von 600 Personen anlässlich des Nürnberger Volksfestes im August 1833)
- Griechenlands Gruß. Festspiel zur Feier der Thronbesteigung Sr. Majestät Otto I. König von Griechenland, Nürnberg 1833
- Kleiner Plutarch für die Bühne, Stuttgart 1836
- Das Osterfest zu Paderborn, große heroische Oper in 3 Abtheilungen, Frankfurt 1843 (Libretto von Dr. Cäsar Max Heigel, Musik von Aloys Schmitt)
- Heimweh eines Schweizermädchens, nicht zu datierendes Gedicht, vertont von Emilie Zumsteeg